# Bimal Roy
Pour les articles homonymes, voir Roy.
Bimal Roy, né le 12 juillet 1909 à Dhaka et mort le 7 janvier 1966; est un réalisateur, scénariste et producteur indien d'origine bengali établi à Bollywood.

## Biographie
Moins connu que Satyajit Ray, son cadet d'une dizaine d'années, Bimal Roy restera l'un des réalisateurs indiens les plus acclamés de sa génération, notamment grâce à sa version de Devdas, avec Dilip Kumar dans le rôle principal.
En 1954, son film Deux hectares de terre, également connu sous le nom de Calcutta, ville cruelle, est présenté au Festival de Cannes.  Il y reçoit un 'prix international' et devient un des rares longs métrages indiens montrés en Europe dans les années 1950.  Le film, qui traite de la pauvreté des paysans, se rapproche du néo-réalisme italien.

## Filmographie

### Comme réalisateur
- 1929 : Radio Girl
- 1943 : Bengal Famine
- 1944 : Udayer Pathey
- 1944 : Hamrahi
- 1948 : Anjangarh
- 1948 : Anjangarh (version 2)
- 1949 : Mantramugdhu
- 1950 : Pehla Aadmi
- 1952 : Maa
- 1953 : Parineeta
- 1953 : Deux hectares de terre (Do Bigha Zamin)
- 1954 : Naukari
- 1954 : Biraj Bahu
- 1954 : Baap Beti
- 1955 : Devdas
- 1958 : Yahudi
- 1958 : Madhumati
- 1959 : Sujata
- 1960 : Parakh
- 1961 : Immortal Stupa
- 1962 : Prem Patra
- 1963 : Bandini
- 1964 : Life and Message of Swami Vivekananda
- 1964 : Benazir
- 1967 : Gautama the Buddha

### Comme scénariste
- 1944 : Udayer Pathey
- 1944 : Hamrahi
- 1950 : Tathapi de Manoj Bhattacharya
- 1953 : Parineeta
- 1954 : Biraj Bahu

### Comme directeur de la photographie
- 1934 : Daku Mansur de Nitin Bose
- 1936 : Maya de P.C. Barua
- 1936 : Manzil de P.C. Barua
- 1936 : Grihadah de P.C. Barua
- 1936 : Devdas de P.C. Barua
- 1937 : Mukti de P.C. Barua
- 1938 : Abhigyan de Prafulla Roy
- 1938 : Abhagin de Prafulla Roy
- 1939 : Bardidi d'Amar Mullick
- 1939 : Badi Didi d'Amar Mullick
- 1940 : Haar Jeet d'Amar Mullick
- 1940 : Abhinetri d'Amar Mullick
- 1942 : Meenakshi de Modhu Bose
- 1944 : Udayer Pathey
- 1944 : Hamrahi

### Comme monteur
- 1949 : Mahal de Kamal Amrohi
- 1963 : Nartakee de Nitin Bose

### Comme producteur
- 1953 : Deux hectares de terre (Do Bigha Zamin)
- 1954 : Naukari
- 1955 : Devdas*
- 1955 : Amaanat de Aravind Sen
- 1956 : Parivar de Asit Sen
- 1957 : Apradhi Kaun? de Asit Sen
- 1958 : Madhumati
- 1959 : Sujata
- 1960 : Usne Kaha Tha de Moni Bhattacharjee
- 1960 : Parakh
- 1961 : Kabuliwala de Hemen Gupta
- 1962 : Prem Patra
- 1963 : Bandini
- 1964 : Benazir
- 1968 : Do Dooni Char de Debu Sen

## Récompenses
- Filmfare Awards
  - 1954 : Meilleur film / Meilleur réalisateur pour Deux hectares de terre (Do Bigha Zamin)
  - 1955 : Meilleur réalisateur pour Parineeta
  - 1956 : Meilleur réalisateur pour Biraj Bahu
  - 1959 : Meilleur film / Meilleur réalisateur pour Madhumati
  - 1960 : Meilleur film / Meilleur réalisateur pour Sujata
  - 1961 : Meilleur réalisateur pour Parakh
  - 1964 : Meilleur film / Meilleur réalisateur pour Bandini
- Festival de Cannes
  - 1954 : Prix international pour Deux hectares de terre (Do Bigha Zamin)